# Bryggebroen
Bryggebroen est une passerelle pour les vélos et les piétons située à Copenhague. Elle a été construite en 2006. Bryggebroen relie à l'ouest Kalvebod Brygge dans le quartier de Vesterbro sur la rive de la Seeland, à Islands Brygge à l'est sur l'île d'Amager.